# 马木笃
马木笃，13世纪初哈剌鲁（即葛逻禄）部落首领，被尊称为阿尔思兰汗，又译“阿昔兰、阿儿厮兰、阿思兰”。
他开始时统治海押立（今哈萨克斯坦巴尔喀什湖东南，萨尔坎德、科帕尔附近）等地，服属西辽。其父为被契丹人所逼，服毒自尽。马木笃继位后，不堪西辽少监的虐掠暴敛，在1211年杀死少监，随蒙古大将忽必来入觐成吉思汗，表示称臣归属，娶成吉思汗女儿（一说族女）为妻。成吉思汗西征花剌子模，马木笃率所部从征，立有功劳。蒙哥大汗时，以讹迹邗城（今吉尔吉斯斯坦乌支根）给其子为封邑。他的曾孙答失蛮，元顺帝之母迈来迪也是其后人。